# Bernard IV van Comminges
Bernard IV van Comminges (overleden op 22 februari 1225) was van 1176 tot aan zijn dood graaf van Comminges en van 1180 tot 1192 graaf iure uxoris van Bigorre. Hij behoorde tot het huis Comminges. 

## Levensloop
Bernard IV was de zoon van Bernard III van Comminges en diens echtgenote, een onwettige dochter van graaf Alfons Jordaan van Toulouse. In 1176 volgde hij zijn vader op als graaf van Comminges.
Aan het begin van zijn regering beëindigde Bernard IV de vazaliteit van zijn familie tegenover het graafschap Toulouse en ging hij een bondgenootschap aan met koning Alfons II van Aragón, die hij tegelijkertijd als nieuwe leenheer erkende. In 1180 huwde hij met gravin Beatrix III van Bigorre, waardoor hij eveneens graaf van Bigorre werd. Toen Bernard IV zich in 1192 van Beatrix III liet scheiden en het graafschap Bigorre behield, dwong Alfons II hem de regering af te staan aan zijn dochter Petronella. Zij werd vervolgens verloofd met een trouwe vazal van Alfons II, burggraaf Gaston VI van Béarn. Bernard verloor hierdoor de controle over Bigorre en na de dood van Alfons II zocht hij opnieuw toenadering tot de graven van Toulouse, die hij als leenheer huldigde voor de heerlijkheden Muret en Samatan. Hij was pas in 1201 bereid om koning Peter II van Aragón als leenheer van Comminges te huldigen, waardoor hij de facto in een dubbele afhankelijkheidsverhouding belandde.
Door het begin van de Albigenzenkruistocht in 1209 veranderde de politieke situatie in de Languedoc. Aanvankelijk bleef Bernard neutraal, maar na de inname van Carcassonne keerde hij zich tegen de kruisvaarders. Samen met graaf Raymond Rogier van Foix en later ook graaf Raymond VI van Toulouse vocht hij in 1211 bij Montgey, Toulouse en Castelnaudary. Kort nadien kreeg Bernard te kampen met een tegenslag toen burggraaf Rogier II van Couserans vrede sloot met de kruisvaarders en zijn land door hen liet bezetten, wat weinig later leidde tot de inname van het aangrenzende Muret. Deze stad werd in 1213 het eerste doel van de coalitie van de graven in de Languedoc in de strijd tegen de kruistocht, nadat de koning van Aragón zich bij hen had aangesloten. Op 12 september van dat jaar verloren ze een beslissende veldslag, waarbij koning Peter II sneuvelde. Deze nederlaag dwong Bernard tot de overgave, waarna zijn graafschap onder de controle van een pauselijk legaat geplaatst werd. Tegelijkertijd moest hij aanvaarden dat zijn dochter Petronella uitgehuwelijkt werd aan Gwijde van Montfort, de zoon van de leider van de Albigenzenkruistocht Simon IV van Montfort. Hierdoor belandde het graafschap Bigorre onder de invloed van de kruisvaarders.
Nadat de partij van de graaf van Toulouse bij het Vierde Lateraans Concilie ook een diplomatieke nederlaag moest slikken, nam Bernard vanaf 1216 deel aan de opnieuw beginnende weerstandsstrijd tegen de kruisvaarders. Samen met zijn oudste zoon nam hij deel aan de verdediging van Toulouse, waarbij Simon IV van Montfort in juni 1218 sneuvelde. Bernards schoonzoon Gwijde kwam in 1220 om het leven bij de inname van Castelnaudary en in 1224 gaf diens broer Amalrik VI van Montfort de strijd op, nadat de tegenstanders van de kruisvaarders ook Carcassonne hadden ingenomen.
In 1225 stierf Bernard IV, waarna hij werd bijgezet in de commanderij van de Tempeliers in Montsaunès.

## Huwelijken en nakomelingen
In 1180 huwde Bernard met gravin Beatrix III van Bigorre (overleden in 1194), die eveneens burggravin van Marsan was. In 1192 liet hij zich van haar scheiden. Ze kregen een dochter:
- Petronella (1184-1251), gravin van Bigorre en burggravin van Marsan, huwde in 1196 met burggraaf Gaston VI van Béarn, in 1215 met graaf Nuno Sanchez van Roussillon, in 1216 met Gwijde van Montfort, in 1221 met Aimery van Rancon en in 1228 met Boso van Matha, heer van Cognac.

Rond 1195 huwde hij met zijn tweede echtgenote Comtors, dochter van burggraaf Arnold Willem de la Barthe. Kort nadien liet hij zich van haar scheiden. Ze kregen twee zonen:
- Bernard V (1196-1241), graaf van Comminges
- Arnold III Roger (overleden in 1260), bisschop van Comminges

In 1197 huwde hij met zijn derde echtgenote Maria (1182-1213), dochter van heer Willem VIII van Montpellier. In 1201 werd de scheiding uitgesproken, waarna Maria hertrouwde met koning Peter II van Aragón. Ze kregen twee dochters:
- Mathilde, huwde in 1212 met burggraaf Sancho III de la Barthe
- Petronella, huwde met graaf Centullus I van Astarac

Ook had hij twee buitenechtelijke dochters bij een onbekende vrouw:
- Delphine, abdis van L'Esclache
- Mascarosa